# Elverum
Elverumⓘ ist eine Kommune im norwegischen Fylke Innlandet. Die Kommune hat 21.899 Einwohner (Stand: 1. Januar 2025). Verwaltungssitz ist die gleichnamige Stadt Elverum.

## Geografie
Die Gemeinde liegt in der Landschaft Østerdalen und grenzt an die Kommune Åmot im Nordwesten, Trysil im Nordosten, Våler im Südosten und Süden sowie Løten im Südwesten. Durch die Kommune und durch die Stadt Elverum fließt von Norden kommend die Glomma, Norwegens längster Fluss.
Die höchste Erhebung ist der Raskiftet mit einer Höhe von 807 moh. Der Berg liegt an der Grenze zwischen den Gemeinden Elverum, Åmot und Trysil.

## Einwohner
Die Einwohnerzahlen in der Kommune sind stark ansteigend, in der Zeit zwischen 2010 und 2019 wurde ein Anstieg von 6,8 Prozent verzeichnet. In der Kommune liegen zwei sogenannte Tettsteder, also zwei Ansiedlungen, die für statistische Zwecke als eine städtische Siedlung gewertet werden. Diese sind die Stadt Elverum mit 15.869 und Heradsbygd mit 489 Einwohnern (Stand: 1. Januar 2024).
Die Einwohner der Gemeinde werden Elverumsing oder Elverumsokning genannt. Elverum hat wie viele andere Kommunen der Provinz Innlandet weder Nynorsk noch Bokmål als offizielle Sprachform, sondern ist in dieser Frage neutral.
| Jahr          | 1990   | 1995   | 2000   | 2005   | 2010   | 2015   | 2020   | 2025   |
| ------------- | ------ | ------ | ------ | ------ | ------ | ------ | ------ | ------ |
| Einwohnerzahl | 17.332 | 17.599 | 18.046 | 18.844 | 19.834 | 20.794 | 21.254 | 21.899 |

## Geschichte
Die Kommune Elverum wurde nach der Einführung der lokalen Selbstverwaltung im Jahr 1837 gegründet. Bis zum 31. Dezember 2019 gehörte Elverum der damaligen Provinz Hedmark an. Sie ging im Zuge der Regionalreform in Norwegen in die zum 1. Januar 2020 neu geschaffene Provinz Innlandet über.
Im Jahr 1927 fand in Elverum der sogenannte Julussakonflikt, ein Arbeitskonflikt der lokalen Flößer, statt. Im April 1940 verkündete König Haakon VII. in der Stadt die Ablehnung der Forderung von Seiten der deutschen Besatzer, eine neue Regierung unter Vidkun Quisling zu bilden. Am 11. April 1940 wurde ein Luftangriff auf Elverum gestartet, wobei ein hoher Anteil an Gebäuden im Stadtteil Leiret zerstört wurde.
In der Gemeinde liegen mehrere Kirchen. Die Elverum kirke ist eine Holzkirche aus dem Jahr 1738.

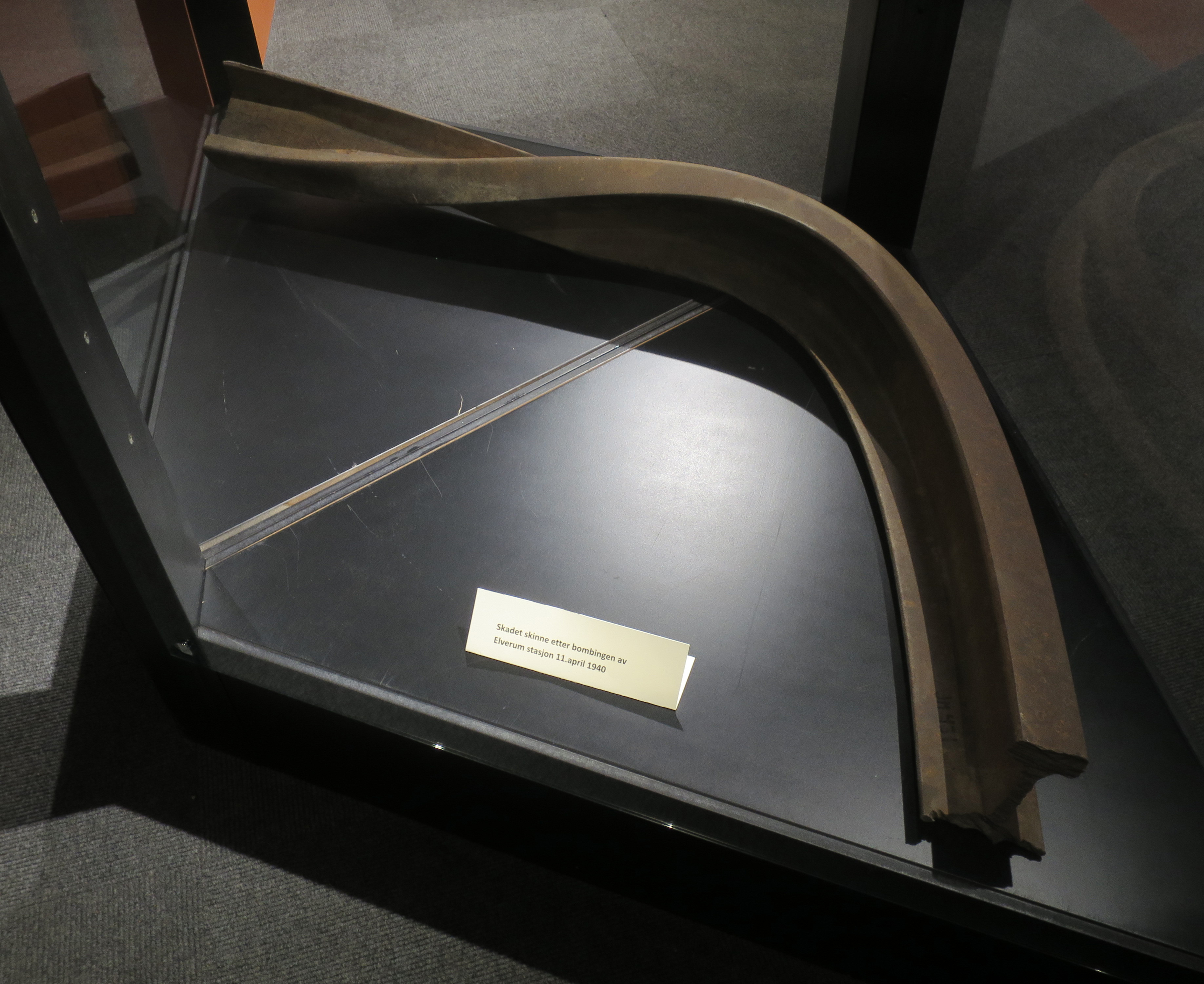
Verbogene Eisenbahn-Schiene nach dem deutschen Angriff
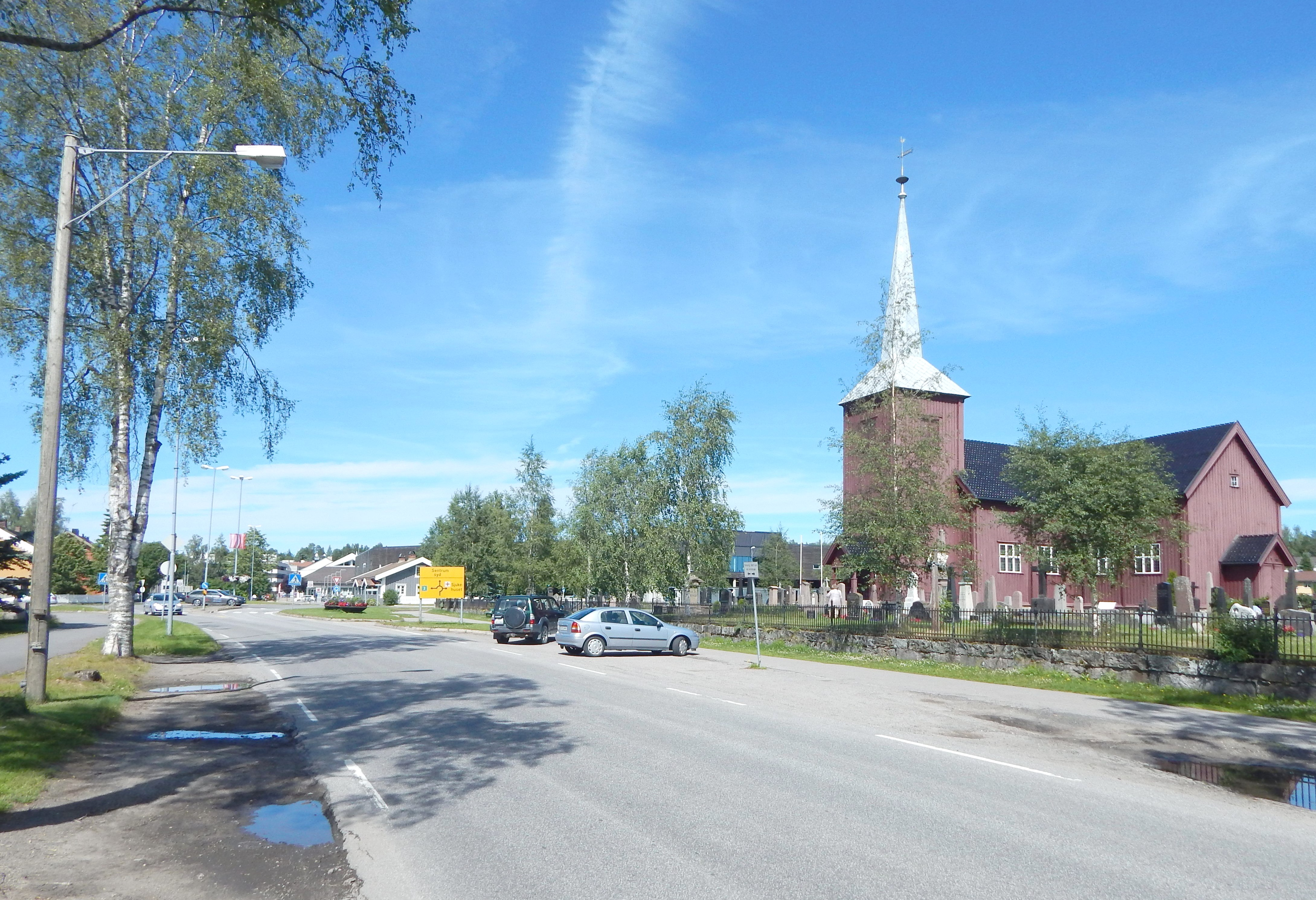
Blick auf die Kirche von Elverum

## Wirtschaft und Infrastruktur

### Verkehr
Von der Stadt Elverum aus parallel zum Fluss Glomma in Richtung Süden verläuft der Riksvei 2, der unter anderem die Verbindung nach Kongsvinger herstellt. Von Norden kommt der Riksvei 3, der bei Elverum Richtung Westen abzweigt und weiter nach Hamar führt. In den Osten zweigt der Riksvei 25 ab. In der Stadt treffen des Weiteren die Bahnlinien Rørosbanen und Solørbanen aufeinander. Die Solørbanen kommt dabei aus dem Westen von Hamar, während die Rørosbanen ebenfalls weitgehend parallel zur Glomma verläuft. Der Bahnhof in Elverum wurde im Jahr 1862 eröffnet, als die Strecke von Hamar fertigstand. Das heutige Bahnhofsgebäude wurde 1913 mit der Eröffnung der Solørbanen fertiggestellt.

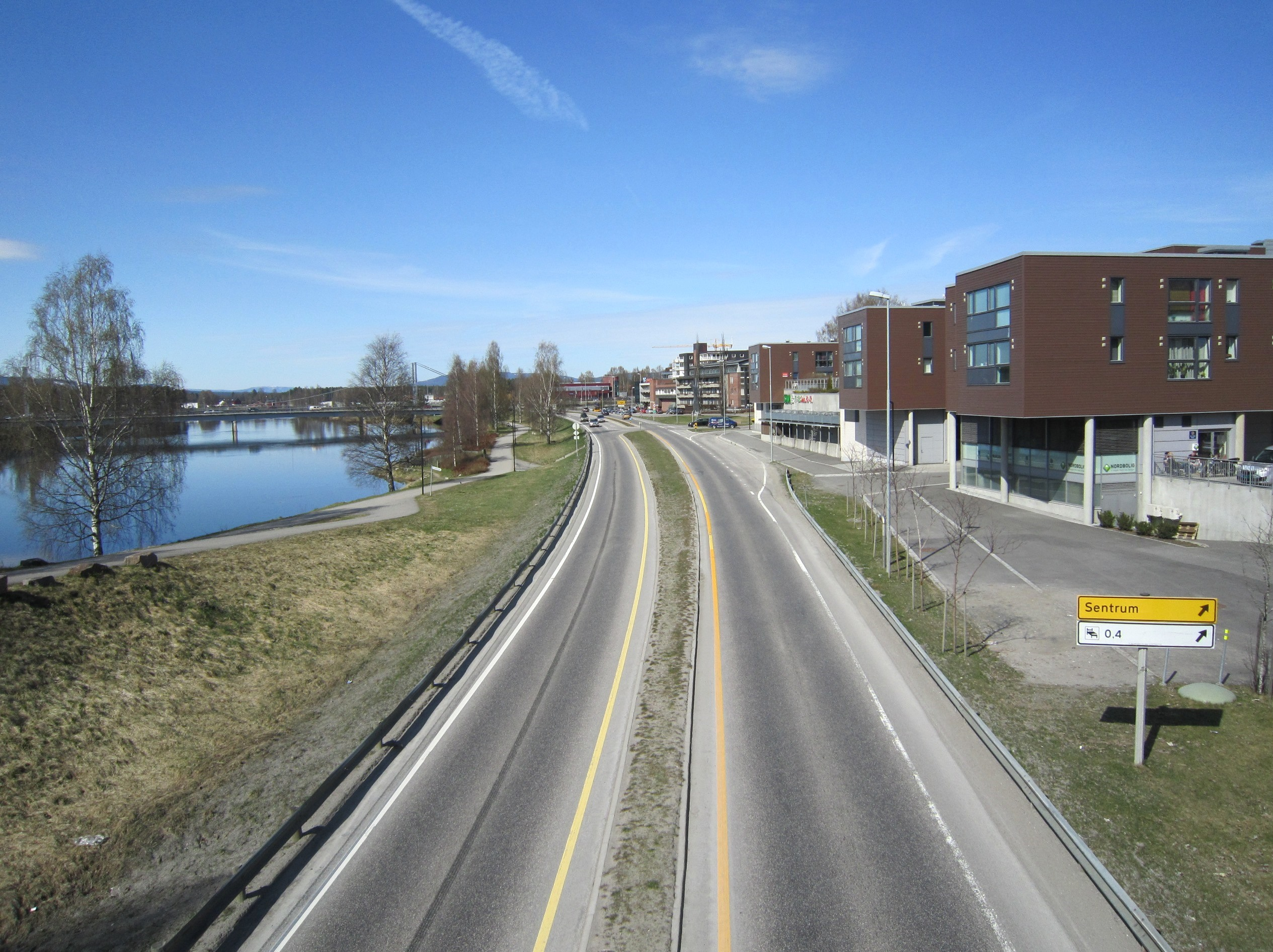
Riksvei 2 und Glomma
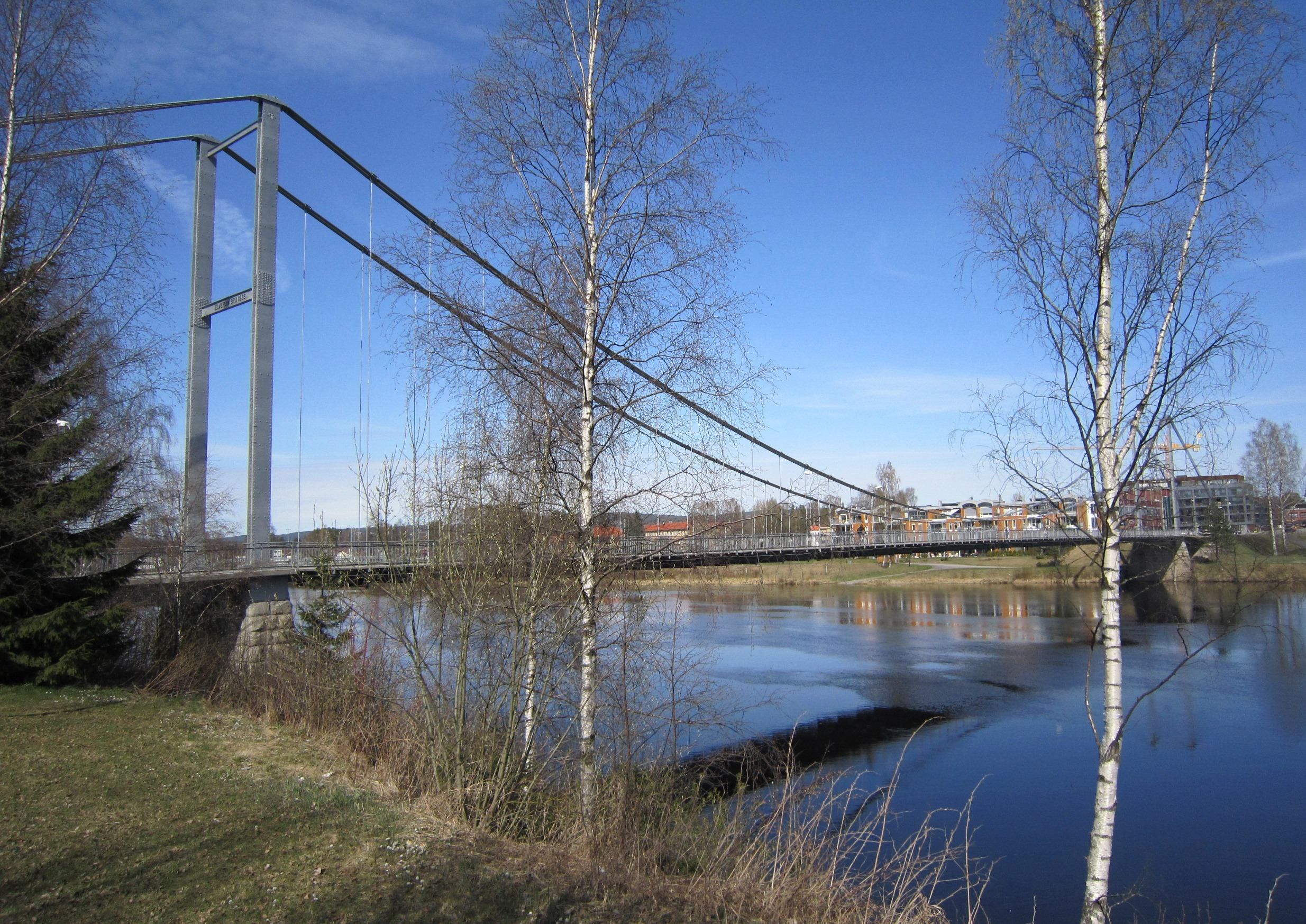
Neue Brücke

### Wirtschaft
Die Stadt Elverum gilt als Zentrum der Landschaft Østerdalen sowie als Zentrum des südlichen Solør. Die meisten zentralen Einrichtungen befinden sich auf der östlichen Uferseite der Glomma. Traditionell ist Elverum eine wichtige Forstwirtschaftskommune und Elverum hatte im Jahr 2019 die größte Menge an geerntetem Holz in ganz Norwegen. In der kleineren Orten wie Heradbygd oder Sørskogbygda ist die Landwirtschaft in Verbindung mit der Forstwirtschaft von größerer Bedeutung. Heute ist die Gemeinde vor allem auch durch das Dienstleistungsgewerbe geprägt. Die Industrie ist vor allem in den Branchen der Lebensmittel- und der Pharmazieproduktion stärker vertreten. Im Jahr 2020 arbeiteten von rund 10.100 Arbeitstätigen etwa 7200 in Elverum selbst. Der Rest verteilte sich unter anderem auf Hamar, Oslo und Ringsaker.

### Bildung, Medien und öffentliche Verwaltung
In Elverum liegt ein Teil der Høgskolen i Innlandet, die
durch die Zusammenlegung der Hochschule Hedmark und der Hochschule Lillehammer entstand. Das Krankenhaus Elverum war lange das Zentralkrankenhaus des Fylkes Hedmark. In der Kommune befinden sich des Weiteren mehrere Anlagen des norwegischen Militärs.
Der öffentliche Rundfunk Norsk rikskringkasting (NRK) betreibt in Elverum ein Lokalbüro. In der Stadt wird zudem die Zeitung Østlendingen herausgegeben.

## Museen
- Das Glomdalsmuseum ist ein kunsthistorisches Museum und das drittgrößte Freilichtmuseum Norwegens.
- Das norwegische Forstmuseum (Norsk Skogmuseum) enthält Sammlungen zur Forstwirtschaft, Jagd und Fischerei.

## Sport
Bekanntester Sportverein der Stadt ist der mehrmalige norwegische Meister und Pokalsieger Elverum Håndball.

## Name und Wappen
Das seit 1988 offizielle Wappen der Kommune zeigt auf rotem Hintergrund eine goldene Eule mit ausgestreckten Flügeln. Der Name Elverum leitet sich vom altnordischen Alfarheimr ab. Der erste Teil steht dabei für elfr, also „großer Fluss“ und bezieht sich auf die Glomma.

## Persönlichkeiten
- Gerhard Munthe (1849–1929), Maler, Grafiker und Designer
- Olaf Aakrann (1856–1904), Maler
- Margrethe Munthe (1860–1931), Lehrerin, Schriftstellerin und Kinderbuchautorin
- Ole Østmo (1866–1923), Sportschütze
- Einar Liberg (1873–1955), Sportschütze
- Marie Hamsun (1881–1969), Schauspielerin, Kinderbuchautorin
- Gunnar Sønstevold (1912–1991), Komponist
- Bjørn Gundersen (1924–2002), Hochspringer
- Reidar Hjermstad (* 1937), Skilangläufer
- Johannes Harviken (* 1943), Skilangläufer
- Johan Christen Løken (1944–2017), Politiker
- Rolf Storsveen (* 1959), Biathlet
- Ivar Mobekk (* 1959), Skispringer
- Frode Løberg (* 1963), Biathlet
- Knut Storberget (* 1964), Politiker
- Sylvia Brustad (* 1966), Politikerin
- Bjørn Dæhlie (* 1967), Skilangläufer
- Stig Rasch (* 1967), Handballspieler
- Anita Moen (* 1967), Skilangläuferin
- Elin Kristiansen (* 1968), Biathletin
- Stig Inge Bjørnebye (* 1969), Fußballspieler und -trainer
- Rune Djurhuus (* 1970), Schachgroßmeister
- Roy Khan (* 1970), ehemaliger Leadsänger der Band Kamelot
- Magnus Beite (* 1974), Komponist
- Kristin Fridtun (* 1987), Skandinavistin, Autorin und ehemalige Skispringerin
- Mikkel Niva (* 1988), Drehbuchautor, Moderator und Schauspieler
- Vegar Eggen Hedenstad (* 1991), Fußballspieler
- Truls Sønstehagen Johansen (* 1991), Nordischer Kombinierer
- Erik Thorsteinsen Toft (* 1992), Handballspieler
- Maria Thorisdottir (* 1993), Fußballspielerin
- Tonje Enkerud (* 1994), Handballspielerin
- Simen Nordli (* 1999), Fußballspieler
- Mathilde Harviken (* 2001), Fußballspielerin
- Mia Svele (* 2001), Handballspielerin
- Marcus Gunnarsen (* 2002), Sänger
- Martinus Gunnarsen (* 2002), Sänger